# Presidenti del Consiglio europeo

Questo è l'elenco dei presidenti del Consiglio europeo fin dal suo avvio. Il Consiglio europeo divenne un organo informale a partire dal 1975, e venne riconosciuto come istituzione europea nel trattato CEE dopo l'entrata in vigore dell'Atto unico europeo il 1º luglio 1987. Dal 1º dicembre 2009 è una delle istituzioni dell'Unione europea, con un presidente eletto.

## Il presidente
Il presidente del Consiglio europeo è colui che presiede e coordina i lavori del Consiglio europeo ed è il principale rappresentante dell'Unione europea nelle sue relazioni esterne. Fino all'entrata in vigore del trattato di Lisbona la carica veniva ricoperta a rotazione dal capo di Stato o di governo dello stato membro dell'Unione europea che deteneva la presidenza semestrale dell'Unione europea, mentre dal 1º dicembre 2009 la carica è ricoperta da un presidente stabile, eletto ogni due anni e mezzo.
L'attuale presidente è il portoghese António Costa, in carica dal 1º dicembre 2024.

## Presidenti a rotazione (1975-1987)
| Periodo | Periodo | Stato membro   | Capo di stato o di governo                      |
| ------- | ------- | -------------- | ----------------------------------------------- |
| 1975    | Gen-Giu | Irlanda        | Liam Cosgrave                                   |
| 1975    | Lug-Dic | Italia         | Aldo Moro                                       |
| 1976    | Gen-Giu | Lussemburgo    | Gaston Thorn                                    |
| 1976    | Lug-Dic | Paesi Bassi    | Joop den Uyl                                    |
| 1977    | Gen-Giu | Regno Unito    | James Callaghan                                 |
| 1977    | Lug-Dic | Belgio         | Leo Tindemans                                   |
| 1978    | Gen-Giu | Danimarca      | Anker Jørgensen                                 |
| 1978    | Lug-Dic | Germania Ovest | Helmut Schmidt                                  |
| 1979    | Gen-Giu | Francia        | Valéry Giscard d'Estaing                        |
| 1979    | Lug-Dic | Irlanda        | Jack Lynch, dall'11 dicembre Charles Haughey    |
| 1980    | Gen-Giu | Italia         | Francesco Cossiga                               |
| 1980    | Lug-Dic | Lussemburgo    | Pierre Werner                                   |
| 1981    | Gen-Giu | Paesi Bassi    | Dries van Agt                                   |
| 1981    | Lug-Dic | Regno Unito    | Margaret Thatcher                               |
| 1982    | Gen-Giu | Belgio         | Wilfried Martens                                |
| 1982    | Lug-Dic | Danimarca      | Anker Jørgensen, dal 10 settembre Poul Schlüter |
| 1983    | Gen-Giu | Germania Ovest | Helmut Kohl                                     |
| 1983    | Lug-Dic | Grecia         | Andreas Papandreou                              |
| 1984    | Gen-Giu | Francia        | François Mitterrand                             |
| 1984    | Lug-Dic | Irlanda        | Garret FitzGerald                               |
| 1985    | Gen-Giu | Italia         | Bettino Craxi                                   |
| 1985    | Lug-Dic | Lussemburgo    | Jacques Santer                                  |
| 1986    | Gen-Giu | Paesi Bassi    | Ruud Lubbers                                    |
| 1986    | Lug-Dic | Regno Unito    | Margaret Thatcher                               |
| 1987    | Gen-Giu | Belgio         | Wilfried Martens                                |

## Presidenti a rotazione (1987-2009)
| Periodo | Periodo | Trio           | Stato membro                                       | Capo di stato o di governo                |
| ------- | ------- | -------------- | -------------------------------------------------- | ----------------------------------------- |
| 1987    | Lug-Dic |                | Danimarca                                          | Poul Schlüter                             |
| 1988    | Gen-Giu | Germania Ovest | Helmut Kohl                                        |                                           |
| 1988    | Lug-Dic | Grecia         | Andreas Papandreou                                 |                                           |
| 1989    | Gen-Giu | Spagna         | Felipe González                                    |                                           |
| 1989    | Lug-Dic | Francia        | François Mitterrand                                |                                           |
| 1990    | Gen-Giu | Irlanda        | Charles Haughey                                    |                                           |
| 1990    | Lug-Dic | Italia         | Giulio Andreotti                                   |                                           |
| 1991    | Gen-Giu | Lussemburgo    | Jacques Santer                                     |                                           |
| 1991    | Lug-Dic | Paesi Bassi    | Ruud Lubbers                                       |                                           |
| 1992    | Gen-Giu | Portogallo     | Aníbal Cavaco Silva                                |                                           |
| 1992    | Lug-Dic | Regno Unito    | John Major                                         |                                           |
| 1993    | Gen-Giu | Danimarca      | Poul Schlüter, dal 25 gennaio Poul Nyrup Rasmussen |                                           |
| 1993    | Lug-Dic | Belgio         | Jean-Luc Dehaene                                   |                                           |
| 1994    | Gen-Giu | Grecia         | Andreas Papandreou                                 |                                           |
| 1994    | Lug-Dic | Germania       | Helmut Kohl                                        |                                           |
| 1995    | Gen-Giu | Francia        | François Mitterrand, dal 17 maggio Jacques Chirac  |                                           |
| 1995    | Lug-Dic | Spagna         | Felipe González                                    |                                           |
| 1996    | Gen-Giu | Italia         | Lamberto Dini, dal 18 maggio Romano Prodi          |                                           |
| 1996    | Lug-Dic | Irlanda        | John Bruton                                        |                                           |
| 1997    | Gen-Giu | Paesi Bassi    | Wim Kok                                            |                                           |
| 1997    | Lug-Dic | Lussemburgo    | Jean-Claude Juncker                                |                                           |
| 1998    | Gen-Giu | Regno Unito    | Tony Blair                                         |                                           |
| 1998    | Lug-Dic | Austria        | Viktor Klima                                       |                                           |
| 1999    | Gen-Giu | Germania       | Gerhard Schröder                                   |                                           |
| 1999    | Lug-Dic | Finlandia      | Paavo Lipponen                                     |                                           |
| 2000    | Gen-Giu | Portogallo     | António Guterres                                   |                                           |
| 2000    | Lug-Dic | Francia        | Jacques Chirac                                     |                                           |
| 2001    | Gen-Giu | Svezia         | Göran Persson                                      |                                           |
| 2001    | Lug-Dic | Belgio         | Guy Verhofstadt                                    |                                           |
| 2002    | Gen-Giu | Spagna         | José María Aznar López                             |                                           |
| 2002    | Lug-Dic | Danimarca      | Anders Fogh Rasmussen                              |                                           |
| 2003    | Gen-Giu | Grecia         | Kostas Simitis                                     |                                           |
| 2003    | Lug-Dic | Italia         | Silvio Berlusconi                                  |                                           |
| 2004    | Gen-Giu | Irlanda        | Bertie Ahern                                       |                                           |
| 2004    | Lug-Dic | Paesi Bassi    | Jan Peter Balkenende                               |                                           |
| 2005    | Gen-Giu | Lussemburgo    | Jean-Claude Juncker                                |                                           |
| 2005    | Lug-Dic | Regno Unito    | Tony Blair                                         |                                           |
| 2006    | Gen-Giu | Austria        | Wolfgang Schüssel                                  |                                           |
| 2006    | Lug-Dic | Finlandia      | Matti Vanhanen                                     |                                           |
| 2007    | Gen-Giu | T1             | Germania                                           | Angela Merkel                             |
| 2007    | Lug-Dic | T1             | Portogallo                                         | José Sócrates                             |
| 2008    | Gen-Giu | T1             | Slovenia                                           | Janez Janša                               |
| 2008    | Lug-Dic | T2             | Francia                                            | Nicolas Sarkozy                           |
| 2009    | Gen-Giu | T2             | Repubblica Ceca                                    | Mirek Topolánek, dal 9 maggio Jan Fischer |
| 2009    | Lug-Nov | T2             | Svezia                                             | Fredrik Reinfeldt                         |

## Presidenti eletti (dal 2009)
| N. | Presidente        | Partito europeo | Partito nazionale | Mandato                             | Stato membro |
| -- | ----------------- | --------------- | ----------------- | ----------------------------------- | ------------ |
| 1  | Herman Van Rompuy | PPE             | CD&V              | 1º dicembre 2009 - 30 novembre 2014 | Belgio       |
| 2  | Donald Tusk       | PPE             | PO                | 1º dicembre 2014 - 30 novembre 2019 | Polonia      |
| 3  | Charles Michel    | ALDE            | MR                | 1º dicembre 2019 - 30 novembre 2024 | Belgio       |
| 4  | António Costa     | PSE             | PS                | dal 1º dicembre 2024                | Portogallo   |